# Anisochroa volkovitshi
Anisochroa volkovitshi is een keversoort uit de familie schijnboktorren (Oedemeridae). De wetenschappelijke naam van de soort is voor het eerst geldig gepubliceerd in 1995 door Švihla.